# Tianlian-Relaissatelliten
Die Tianlian-Relaissatelliten (chinesisch 天鏈系列中繼衛星 / 天链系列中继卫星, Pinyin Tiānliàn Xìliè Zhōngjì Wèixīng, wörtlich: „Himmelskette“) sind ein System von rund um den Äquator verteilten Relaissatelliten in geostationären Umlaufbahnen, das von der Nationalen Raumfahrtbehörde und dem Büro für bemannte Raumfahrt der Volksrepublik China gemeinsam betrieben wird und der Kommunikation mit Raumflugkörpern im erdnahen Raum dient.

## Geschichte
Schon im Rahmen des Shuguang-Projekts hatten chinesische Wissenschaftler um 1970 unter dem Eindruck des seinerzeit allein aus Bodenstationen bestehenden Spacecraft Tracking and Data Acquisition Network der NASA vorgeschlagen, Relaissatelliten für die Kommunikation mit dem geplanten Raumschiff zu starten.
Das Shuguang-Raumschiff kam nie über ein Modell aus Holz und Pappe hinaus, und auch das Konzept von geostationären Relaissatelliten war damals weit jenseits der technischen Möglichkeiten Chinas – man hatte gerade erst den Experimentalsatelliten Dong Fang Hong I in eine Bahn von 439 × 2384 Kilometer gebracht. In den folgenden Jahren machte die chinesische Raumfahrt jedoch Fortschritte. Am 8. April 1984 gelang es mit Dong Fang Hong 2-2 erstmals, einen Kommunikationssatelliten in eine geostationäre Umlaufbahn zu bringen, und nachdem am 21. September 1992 das bemannte Raumfahrtprogramm der Volksrepublik China genehmigt worden war, begann die Chinesische Akademie für Weltraumtechnologie während des 9. Fünfjahresplans (1996–2000) mit den ersten Studien für Relaissatelliten.
Im Januar 2003 wurde die Entwicklung des aus mehreren Satelliten vom Typ „Tianlian 1“ bestehenden Systems offiziell gestartet.
Die unter der Leitung von Wang Jiasheng (王家胜, * 1943) entwickelten Satelliten beruhten auf dem etwas modifizierten DFH-3-Bus der Firma, nun „DFH-3A“ genannt, wie er auch bei den Mondsonden Chang’e-1 und Chang’e-2 zum Einsatz kam.
Sie waren nicht nur als Relaissatelliten für die Shenzhou-Raumschiffe gedacht, sondern auch für die Datenübertragung, Bahnverfolgung und Steuerung von Satelliten in mittleren und niedrigen Umlaufbahnen. Da sich diese Raumflugkörper mit einer relativ hohen Geschwindigkeit bewegen, während der Relaissatellit relativ zur Erde statisch bleibt, und außerdem hohe Datenübertragungsraten nötig waren, gestalteten sich die Entwicklungsarbeiten nicht einfach. Am 25. April 2008 wurde schließlich mit Tianlian 1A der erste Satellit der Serie gestartet und bei 77° östlicher Länge in einem geostationären Orbit platziert.
306 kg des 2100 kg schweren Satelliten waren Nutzlastgewicht, was für diesen Bus einen neuen Rekord darstellte.
Während die Raumfahrer bei den Missionen Shenzhou 5 (2003) und Shenzhou 6 (2005) nur über die Bodenstationen und Bahnverfolgungsschiffe des chinesischen Deep-Space-Netzwerks für etwa 12 % der Zeit mit dem Raumfahrtkontrollzentrum Peking kommunizieren konnten, wurde für die anspruchsvolle Shenzhou-7-Mission, bei der ein Außenbordeinsatz geplant war, nun mehr als die Hälfte eines 90 Minuten dauernden Umlaufs abgedeckt,
also eine Steigerung von 10 auf 50 Minuten.
Im September 2008 funkte dann das Raumschiff Shenzhou 7, das in einer Höhe von etwas über 300 km um die Erde kreiste, die Bilder von Zhai Zhigangs Weltraumspaziergang etc. an den in knapp 36.000 km Höhe befindlichen Satelliten, der sie an das Raumfahrtkontrollzentrum Peking weiterleitete. Der nächste Satellit des Systems, Tianlian 1B, wurde am 11. Juli 2011 gestartet und bei 171,1° östlicher Länge platziert.
Gut drei Monate später, am 29. September 2011, wurde das Raumlabor Tiangong 1 gestartet, am 31. Oktober 2011 dann das unbemannte Raumschiff Shenzhou 8, mit dem Andockmanöver geübt wurden. 
Bei dem von Liu Wang am 24. Juni 2012 mit Shenzhou 9 durchgeführten manuellen Andockmanöver spielten die beiden Satelliten ebenfalls eine Schlüsselrolle bei Positionsbestimmung und Datenübertragung.
Auch die Lebensqualität der Raumfahrer wurde besser. Während bei der Mission Shenzhou 5 das Raumfahrtkontrollzentrum Peking zwar Yang Liwei im Raumschiff sehen, dieser jedoch seine Betreuer auf dem Boden nur hören konnte, war dank der erhöhten Bandbreite bei der Mission Shenzhou 9 nun eine Zweiwege-Videokommunikation möglich.
Mit dem Start von Tianlian 1C am 25. Juli 2012 mit einer Position bei 20,4° östlicher Länge war der Aufbau des Systems zunächst abgeschlossen.
Der Satellitenbus DFH-3A besitzt an sich eine Lebensdauer von 12 Jahren,
die Tianlian-Satelliten sind jedoch nur für eine Betriebsdauer von sechs Jahren zertifiziert. Daher wurde am 22. November 2016, also mehr als acht Jahre nach Tianlian 1A, der Satellit Tianlian 1D gestartet, um ersteren ersetzen zu können. Zunächst operierten die vier Satelliten jedoch noch gemeinsam.
Mittlerweile hat Tianlian 2A auf gleicher Position die Aufgabe von Tianlian 1A übernommen, Tianlian 1D und Tianlian 2B ersetzen Tianlian 1B (Stand 2023).
Der am 6. Juli 2021 gestartete Tianlian 1E wurde zunächst in eine um 17,5° zum Äquator geneigte supersynchrone Transferbahn von 200 km × 41.991 km gebracht. Diese spezielle Variante eines Geotransferorbits, bei der der erdfernste Punkt weit jenseits der 36.000 km der geostationären Umlaufbahn liegt, hat den Vorteil, dass der Satellit weniger Treibstoff braucht, um seine endgültige Position zu erreichen. Dafür benötigt man jedoch eine stärkere Trägerrakete, die ihm eine höhere Geschwindigkeit verleiht.
In diesem Fall kam eine CZ-3C/E zum Einsatz, deren zweite Stufe mit einem im Vergleich zur regulären CZ-3C um 20 Prozent stärkeren Triebwerk ausgestattet ist.

## Einsatzprofil
Mittlerweile wurde auf der Basis des DFH-4-Busses der Chinesischen Akademie für Weltraumtechnologie, der eine Lebensdauer von 15 Jahren und ein Nutzlastgewicht von bis zu 600 kg besitzt, die nächste Generation der Relaissatelliten entwickelt – Tianlian 2. Der erste Satellit der Serie, Tianlian 2A, wurde am 31. März 2019 gestartet und bei 80,5° östlicher Länge positioniert. Anders als bei den Satelliten der Tianlian-1-Serie, die auf dem S-Band bei etwa 2 GHz arbeiten, erfolgt hier die Datenübertragung über das Ka-Band bei mehr als 20 GHz, was eine Datenübertragungsrate von bis zu 100 Mbit/s ermöglicht.
Das ist doppelt so schnell wie bei den Satelliten der Vorgängerserie, wodurch auch wesentlich mehr Raumflugkörper gleichzeitig betreut werden können.
Bei diesen Raumflugkörpern geht es nicht nur um bemannte Raumschiffe, sondern vor allem um die Erdbeobachtungssatelliten vom Typ Ziyuan (资源), wie sie unter anderem beim China-Brazil Earth Resources Satellite Program zum Einsatz kommen. Bei Tianlian 2B, gestartet am 13. Dezember 2021, wurde daher die Zahl der Raumflugkörper weiter erhöht, die den Relaissatelliten gleichzeitig nutzen können. Außerdem kann Tianlian 2B relativ problemlos im Orbit manövrieren, um bei geänderten Anforderungen eine neue Position einzunehmen.
Durch verschiedene Verbesserungsmaßnahmen konnte die Datenübertragungsrate weiter erhöht werden. Zwischen der seit dem 17. Juni 2021 besetzten Chinesischen Raumstation und dem Raumfahrtkontrollzentrum Peking beträgt die Datenübertragungsrate des Gesamtsystems 1,2 Gbit/s, was dem 5G-Mobilfunkstandard entspricht.
Die Zeitverzögerung zwischen Raumstation und Boden durch Lichtlaufzeit und systembedingte Verzögerungen beträgt beim Weg über die Tianlian-Satelliten etwa zwei Sekunden – ein Ingenieur muss vier Sekunden warten, bis er auf eine Frage eine Antwort der Raumfahrer erhält. Von den Raumfahrern selbst wird dies insbesondere bei Außenbordeinsätzen, die in enger Zusammenarbeit zwischen Erde und All stattfinden, als irritierend empfunden. Daher wurde die Zeitverzögerung ab der Mission Shenzhou 13 bei den Übungen und Simulationen zur Vorbereitung der Einsätze mit einbezogen.
Zunächst war für gut 90 % eines Umlaufs eine Kommunikation zwischen Raumstation und Raumfahrtkontrollzentrum möglich. Nach Inbetriebnahme der beiden Wissenschaftsmodule mit zusätzlichen, zur Seite gerichteten Antennen im Jahr 2022 konnte dies auf nahezu 100 % gesteigert werden.
Neben Datenübertragung – die Relaissatelliten können auch untereinander kommunizieren – werden die Tianlian-Satelliten auch für die Positionsbestimmung von Raumflugkörpern eingesetzt. Vor allem wenn sie hohe Umlaufbahnen anstreben, können Raketen in ein von den Bodenstationen des Satellitenkontrollzentrums Xi’an nicht einsehbares „blindes Gebiet“ geraten. Während dieser Zeit können die Relaissatelliten die Übertragung der Telemetriedaten übernehmen. Da in diesem Fall die Notwendigkeit für Bahnverfolgungsschiffe wegfällt, verkürzt sich so die Vorbereitungszeit für eine Mission.
Da man beim Start der Marssonde Tianwen-1 am 23. Juli 2020 nichts dem Zufall überlassen wollte, kamen dort die Relaissatelliten Tianlian 1B und Tianlian 2A in Ergänzung zum Bahnverfolgungsschiff Yuan Wang 5 zum Einsatz.
Beim Erstflug der Trägerrakete Changzheng 8 am 22. Dezember 2020 wurde erstmals ein von der China Electronics Technology Group Corporation entwickeltes System zur Bahnverfolgung, Telemetrie und Steuerung der Rakete eingesetzt, das auf dem Ka-Band arbeitet. Raketen dieses Typs werden primär für kommerzielle Starts in Nord-Süd-Richtung verwendet, um Satelliten in sonnensynchrone Umlaufbahnen zu bringen, und verlassen von den Kosmodromen Jiuquan und Wenchang aus schnell den Bereich der Bodenstationen des chinesischen Tiefraum-Netzwerks. Da außerdem eine hohe Startdichte angestrebt wird, ist hier der Einsatz der Tianlian-Satelliten kostengünstiger als der von Bahnverfolgungsschiffen.
Von seiner Position bei 80,5° östlicher Länge konnte Tianlian 2A am 23. Juli 2020 die Rakete während des gesamten Fluges problemlos überwachen.

## Aktuelle Satellitenliste
Stand: 2. Mai 2025
| Start (UTC)   | Träger- rakete | Satelliten- name | Bus    | Position (östl. Länge) | Katalog-Nr. (AFSC) | COSPAR- Bezeichnung | Bemerkung |
| ------------- | -------------- | ---------------- | ------ | ---------------------- | ------------------ | ------------------- | --------- |
| 25. Apr. 2008 | CZ-3C          | Tianlian 1A      | DFH-3A | 80,2°                  | 32779              | 2008-019A           | treibend  |
| 11. Juli 2011 | CZ-3C          | Tianlian 1B      | DFH-3A | 166,2°                 | 37737              | 2011-032A           | Reserve   |
| 25. Juli 2012 | CZ-3C          | Tianlian 1C      | DFH-3A | 20,4°                  | 38730              | 2012-040A           |           |
| 22. Nov. 2016 | CZ-3C/G2       | Tianlian 1D      | DFH-3A | 177,1°                 | 41869              | 2016-072A           |           |
| 31. März 2019 | CZ-3B/G3       | Tianlian 2A      | DFH-4  | 79,7°                  | 44076              | 2019-017A           |           |
| 6. Juli 2021  | CZ-3C/G2       | Tianlian 1E      | DFH-3A | 10,7°                  | 49011              | 2021-063A           |           |
| 13. Dez. 2021 | CZ-3B/G3       | Tianlian 2B      | DFH-4  | 170,9°                 | 50005              | 2021-124A           |           |
| 12. Juli 2022 | CZ-3B/G3       | Tianlian 2C      | DFH-4  | 10,5°                  | 53100              | 2022-078A           |           |
| 26. März 2025 | CZ-3B/G3       | Tianlian 2-04    |        |                        |                    | 2025-062A           |           |
| 27. Apr. 2025 | CZ-3B/G3       | Tianlian 2-05    |        |                        |                    | 2025-084A           |           |